# Raymond Keene
Raymond Dennis Keene (né le 29 janvier 1948) est un grand maître international d'échecs anglais, un arbitre international de la Fédération internationale des échecs (FIDE), un journaliste et un auteur de nombreux livres sur les échecs.  La reine Élisabeth II l'a décoré de l'Ordre de l'Empire britannique (O.B.E) en 1985.

## Carrière de joueur d'échecs (1966 à 1985)
Il a remporté le Championnat britannique d'échecs en 1971, et a été le second joueur anglais (non naturalisé comme l'était Jacques Mieses) à devenir grand maître en 1976 (quelques mois après Tony Miles). Il a représenté son pays dans huit Olympiades d'échecs de 1966 à 1980. Il a remporté de nombreux tournois de 1966 (tournoi d'échecs d'Hastings Challengers) à 1985 (tournoi de La Valette), remportant notamment le tournoi d'échecs de Dortmund en 1980 devant Murray Chandler.

## L'organisateur d'événements (depuis 1986)

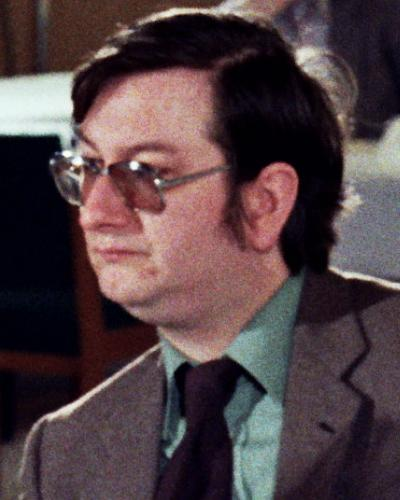
Raymond Keene en 1981

Keene s'est retiré de la compétition en 1986 à seulement trente-huit ans, et il est maintenant plus connu comme organisateur d'événements échiquéens, journaliste et auteur. Il a organisé les Championnats du monde d'échecs en 1986, 1993 et 2000.

## Publications
Raymond Keene est un auteur prolifique, ayant rédigé plus de cent livres sur les échecs. En 1990, il admit avoir écrit un livre en un week-end,.

### Livres sur les ouvertures
- (en) Flank Openings: A Study of Reti's Opening, the Catalan, English and King's Indian Attack Complex, 1967
- Avec George Botterill (en) :
  - (en) The Modern Defence : 1 ... P-KN3: A Universal Panacea to 1 P-K4, 1 P-Q4 Or 1 P-QB4, 1972
  - (en) The Pirc Defence, 1974
- (en) The Openings in Modern Theory and Practice, 1979
- Avec Jonathan Tisdall, Eric Schiller : (en) Batsford Chess Openings, deux éditions (Batsford 1982 et 1989)

### Livres sur des joueurs d'échecs
- (en) Aaron Nimzowitsch: A Reappraisal, 1974
- (en) Howard Staunton, the English world chess champion, 1975Écrit avec R. N. Coles.
- (en) Learn from the Grandmasters, Batsford, 1975
- (en) Leonid Stein Master of Attack, TUI Enterprises, 1976
- (en) The Chess Combination from Philidor to Karpov, 1977
- (en) Warriors of the Mind, 1989écrit avec Nathan Divinsky sur le thème de la comparaison des plus grands joueurs d'échecs
- (en) Aron Nimzowitsch: Master of Planning, 1991Réédition du livre de 1974 en notation algébrique.
- (en) Nigel Short: World Chess Challenger, 1992
- (en) Young Pretenders: Who Will Be the Next World Chess Champion?, 1994
- (en) Petrosian vs the Elite, Batsford Chess, 2006
- (en) Tony Miles - England's Chess Gladiator, 2006

### Livres sur des matchs et tournois
- (en) Karpov-Korchnoi 1974, 1974Écrit avec William Hartston.
- (en) Korchnoi vs Spassky: Chess Crisis, 1978
- (en) The World Chess Championship: Korchnoi Vs. Karpov : the Inside Story of the Match, 1978
- (en) Karpov-Korchnoi: Massacre in Merano, 1981
- (en) Kasparov Versus Korchnoi: London 1983, 1983Écrit avec Dominic Lawson.
- (en) The Moscow Challenge: Karpov-Kasparov, 1985
- (en) Manoeuvres in Moscow: Karpov-Kasparov II, 1985
- (en) The Centenary Match: Kasparov-Karpov III, 1986
- (en) Showdown in Seville: Kasparov-Karpov IV, 1987
- (en) Battle of the Titans: Kasparov-Karpov, New York-Lyons, 1991
- (en) Fischer-Spassky II: The Return of a Legend, 1992
- (en) Kasparov vs Short 1993: The Official Book of the Match, 1993
- (en) World Chess Championship: Kasparov v Anand, 1995
- (en) Man V Machine The ACM Chess Challenge Gary Kasparov v IBM's Deep Blue, 1996
- (en) Man Versus Machine: Kasparov Versus Deep Blue, 1997
- (en) The Brain Games World Championship 2000: The Official Inside Story of Vladimir Kramnik's Sensational Match Win Against Garry Kasparov, 2000
- (en) World Chess Championship: Kramnik Vs Leko 2004, Centro Dannemann, Brissago, September 25th-October 18th 2004, 2004
- (en) Reunited Kramnik Vs Topalov 2006 the World Chess Championship Match Which Reconciled Fide with the Rebels, 2006
- (en) Vishy's Victory: The Undisputed 2007 World Chess Championship in Mexico City, 2007Écrit avec Julian Simpole.
- (en) World Chess Championships, 2008 Anand v Kramnik, the Battle of Bonn, 2008
- (en) Carlsen-Anand Match for the World Chess Championship, 2013
- (en) Magnus Carlsen - Viswanathan Anand 2014 Re-Match for the World Chess Championship, 2014

## Controverses
Keene est un personnage controversé dans le monde des échecs, ayant eu notamment maille à partir avec Tony Miles, Viktor Kortchnoï et David Levy. La qualité de certains de ses livres a également été critiquée